# Frank-Walter Steinmeier
Frank-Walter Steinmeier R.E. (født 5. januar 1956 i Detmold, Nordrhein-Westfalen, Vesttyskland) er en tysk politiker og Tysklands nuværende forbundspræsident. Han var regeringens kandidat til præsidentvalget og blev valgt 12. februar 2017 med 931 ud af 1.293 stemmer i Forbundsforsamlingen og tiltrådte embedet den 19. marts 2017.
Fra 22. november 2005 til 28. oktober 2009 var han udenrigsminister i regeringen Angela Merkel I. 21. november 2007 overtog han posten som vicekansler efter Franz Müntefering, og var i første halvdel af 2007 præsident for Rådet for Den Europæiske Union. Fra 17. december 2013 til 27. januar 2017 var han udenrigsminister i regeringen Angela Merkel III.

## Liv og politisk karriere
Steinmeier er uddannet i statskundskab og jura fra Universität Gießen i 1986 og arbejdede efterfølgende som videnskabelig assistent, indtil han i 1991 opnåede doktorgraden i jura.
Den politiske karriere begyndte allerede under skoletiden, hvor Steinmeier blev medlem af SPD's ungdomsorganisation, Jusos. Efter endt uddannelse blev han ansat som mediejuridisk og -politisk rådgiver i 1991 i delstatskansleriet for Niedersachsen i Hannover. I 1993 blev han leder af delstatens daværende regeringsleder Gerhard Schröders kontor og i 1996 blev han statssekretær og chef for hele delstatskansleriet. Steinmeier fulgte i 1998 med Schröder til den føderale regering som statssekretær og fuldmægtig for efterretningstjenesten i kansleriet. I 1999 blev han chef for kansleriet.
I 2005 blev han udnævnt til udenrigsminister i Angela Merkels første regering, en stor koalition bestående af hans eget parti SPD og CDU/CSU, og var partiets første udenrigsminister siden Willy Brandt, der sad fra 1966 til 1969. I november 2007 blev han udnævnt til at efterfølge Franz Müntefering som vicekansler.
Ved forbundsdagsvalget 2009 var han spidskandidat for SPD, men partiet fik efterkrigstidens værste valgresultat med kun 23 %. Fra 2009 til 2013 var Steinmeier partiets gruppeformand i Forbundsdagen. Efter forbundsdagsvalget 2013 dannede Angela Merkel en ny regering med SPD, og Steinmeier overtog igen posten som udenrigsminister. Den 27. januar 2017 trak han sig tilbage som minister for at blive Forbundspræsident i valget den 12. februar.